# Muldrow, Oklahoma
Muldrow, Oklahoma (енгл. Muldrow) град је у америчкој савезној држави Оклахома.

## Демографија
По попису из 2010. године број становника је 3.466, што је 362 (11,7%) становника више него 2000. године.
| Група             | 2000.         | 2010.         |
| Белци             | 2.112 (68,0%) | 2.360 (68,1%) |
| Афроамериканци    | 56 (1,8%)     | 57 (1,6%)     |
| Азијати           | 9 (0,3%)      | 16 (0,5%)     |
| Хиспаноамериканци | 115 (3,7%)    | 167 (4,8%)    |
| Укупно            | 3.104         | 3.466         |